# 藤田あかね
藤田 あかね（ふじた あかね、1987年1月3日 - ）は、日本の女子プロレスラー。愛媛県松山市出身。

## 経歴
プロレスラーを目指して上京し、ジムでトレーニングを積むが、腰を痛め一度断念。手術後にアイスリボンが開いたプロレスサークルに入門。

### アイスリボン
2013年
- 5月22日、道場マッチでくるみとエキシビション[1]。
- 5月25日、横浜ラジアントホール大会にて内藤メアリ戦でデビューするが、変形キャメルクラッチでギブアップ[2]。
- 6月8日、前日の練習で肋骨にヒビが入ったため当日予定されていた志田光戦を欠場[3]。
- 9月24日、練習で痛めた膝の手術のため長期欠場を発表[4]。

2014年
- 5月24日、道場マッチにて6月4日復帰を発表[5]。

2015年
- 3月29日、大阪・城東区民ホールにて235に勝利、自身初のシングル初勝利となる。
- 6月21日、名古屋リボンでドアラ風のユニフォームで登場。

2016年
- 2月、プロレスリングWAVE主催「CATCH THE WAVE ヤングブロック」に出場。
- 4月2日、三富政行の旗揚げした愛媛プロレスに参戦。
- 7月、WAVEでの試合中に負傷。左膝前十字靭帯断裂と診断され、手術の為、長期欠場となる。

2017年
- 3月26日、ジャガー横田とのタッグで復帰戦を行い松本都から勝利する（ハードコアマッチ）。
- 5月28日昼、世羅りさの持つICE×∞王座にハードコアマッチで挑戦（TLC+凶器持ち込み、自身はプラスチック製バットとスチール製のフタ付きごみ箱、世羅はペットボトルのキャップを持参）したが、失敗。
- 9月～10月、渡米し1ヶ月間の武者修行を行う。
- 12月24日、両国KFCホール大会にて世羅りさ＆雪妃真矢の持つインターナショナルリボンタッグ王座に挑戦（パートナーは柊くるみ）したが、敗北。王座獲得ならず。

2018年
- 1月3日、アイスリボン「新春道場マッチ2018」で勝利者特典を獲得。自身の写真集制作を申し出た。
- 1月28日、なにわ超花火2018（大阪府立体育会館）にて、自身初の電流爆破デスマッチに挑戦[6]。
- 2月24日、アイスリボン横浜大会「横浜リボン2018・Feb.」で「6人タッグかしましトーナメント」に柊くるみ、宮城もちとの「フランクシスターズ」で出場した。トーナメント1回戦で世羅りさ、雪妃真矢、ジュリアの「アジュレボさん」と対戦し勝利、準決勝進出を果たす。
- 5月20日、アイスリボン仙台大会「仙台リボン2018」で「6人タッグかしましトーナメント」の準決勝に出場。星ハム子、藤本つかさ、松本都と対戦し勝利。決勝戦進出を果たす。
- 6月16日、アイスリボン大阪大会「大阪リボン2018Ⅱ」で「6人タッグかしましトーナメント」の決勝戦に出場。尾崎妹加、安納サオリ、本間多恵と対戦し勝利。トーナメント優勝を果たす。
- 7月8日、アイスリボン後楽園ホール大会「サマージャンボリボン2018」で鈴木秀樹(王者)、松本都(推薦者)と氷結相撲巴戦(トライアングルリボン選手権試合)を行い勝利。第27第王者となる。
- 11月3日、アイスリボン大阪大会「大阪リボン2018Ⅲ」でICE×∞次期挑戦者決定トーナメントに出場し1回戦で星ハム子と対戦し勝利。2回戦進を果たす。
- 11月11日、世羅りさ地元凱旋大会『せらリボン4』ICE×∞次期挑戦者決定トーナメント２回戦で雪妃真矢と対戦し敗北。準決勝進出ならず。
- 11月24日、アイスリボン横浜大会「横浜リボン2018・Nov.」で松屋うの(挑戦者)、趙雲子龍(推薦者)とトライアングルリボン選手権試合を行い敗北。王座防衛ならず。

2021年
- 12月1日、年内をもってアイスリボンを退団することが発表された。今後はともに退団する世羅りさ、宮城もち、柊くるみ、鈴季すずとデスマッチやハードコア戦を中心としたユニット「プロミネンス」として活動する[7]。
- 12月31日、アイスリボン後楽園大会にて山下りなからFantastICE王座を奪取し第3代王者となる。

### プロミネンス
2022年
- 1月29日、スターダムの名古屋大会にプロミネンス全員で殴り込みを掛け抗争が始まる。

2024年
- 11月4日、プロミネンスを脱退しフリーとなる[8]。

## 人物
- リングネーム候補としては「愛媛みかん」が上がっていたが、見た目がみかんのイメージでなかったため呼び名として「あかね」とし、「藤田」は新生アイスリボン最初の練習生ということで現場監督たる藤本つかさと志田光から1文字ずつ取って命名された。
- 練習生時代に自身の年齢を理由にレスラーになることを断念しようと思ったが、内藤メアリが36歳でデビューした話を聞き、改めてレスラーデビューを志す。デビュー戦はその内藤メアリが相手を務めた。
- 夏すみれとはプロレス入門時期が近く、入門当初は一緒に練習もしていて2015年よりタッグを組むことが多くなる[9]。
- 中日ドラゴンズの大ファンで祖父江大輔、森野将彦の大ファン。またLINEのアイコンでドアラのアイコンを使用しているが中日の勝ち負けで表情を変えるなどしている。
- 父親がプロレス観戦によく来るが藤田よりも水波綾のファンで姉も水波のファンである。藤田自身も水波を尊敬している。
- 時折名古屋大会を中心に中日ドラゴンズを基調としたコスチュームで登場することがある。上半身は自前のユニフォームを着用している。
- かねてからデスマッチファイターを意識しており、それが2016年以降顕著となり、怪我からの復帰戦もハードコア、初のタイトル挑戦もハードコアで挑戦している。メインアイテムは黒いビニールテープで補強したプラスチック製のバット。さらには世羅りさが過去持ち込んだペットボトルのキャップを発展させ、プラスチック製の組み立てブロック玩具を実戦投入している。
- 学生時代はバンドでドラムを演奏していた。中でもSEX MACHINEGUNSの大ファンで、2017年にはヴォーカル兼リーダーAnchang（愛媛県出身）から『みかんのうた』を登場曲として使って欲しいとの打診を受け、登場曲を変更した。
- 地元愛媛のテレビ局のリポーターなどで活躍している上本沙緒里は従姉妹である。

## 得意技
みかんでポン
変形ファルコンアロー
250℃
クロスアーム式みかんでポン
変形キャメルクラッチ
片腕を掴んで締める極楽固め。ジェラシータイフーンの先輩内藤メアリから受け継ぐ。
POMジュース
変形キャメルクラッチから更に自身の背中がマットに着くまで反らせ、更に相手の空いている腕もクラッチする
テキサスクローバーホールド
アメリカンオレンジドライバー
旋回式エメラルド・フロウジョン
丸ごとみかん

## 入場曲
- 13 - RODEO FIXER
- みかんのうた - SEX MACHINEGUNS

## タイトル歴
- 第2代租税プロレスタッグ王座（パートナーは宮城もち）
- 第27代トライアングルリボン王座
- 第3代FantastICE王座
- 第6代WUW女子王座
- 第3代JTO GIRLSタッグ王座（パートナーはrhythm）